# ホセ・テナ (野球)
ホセ・ルイス・テナ（José Luis Tena, 2001年3月20日 - ）は、ドミニカ共和国サン・クリストバル州サン・クリストバル出身のプロ野球選手（内野手）。右投左打。MLBのワシントン・ナショナルズ所属。
同じくプロ野球選手（内野手）であったフアン・ウリーベは叔父にあたる。

## 経歴

### プロ入りとガーディアンズ時代
2017年7月にアマチュア・フリーエージェントでクリーブランド・インディアンス （2022年よりインディアンス→ガーディアンズへと改称）と契約してプロ入り。
2018年、傘下のルーキー級ドミニカン・サマーリーグ・インディアンスでプロデビュー。51試合に出場して打率.313、1本塁打、23打点、11盗塁を記録した。
2019年はルーキー級アリゾナリーグ・インディアンスでプレーし、44試合に出場して打率.325、1本塁打、18打点、6盗塁を記録した。
2020年は新型コロナウイルスの影響でマイナーリーグの試合が開催されなかったため、公式戦の出場は無かった。
2021年はA+級レイクカウンティ・キャプテンズでプレーし、107試合に出場して打率.281、16本塁打、58打点、10盗塁を記録した。オフにはアリゾナ・フォールリーグに参加し、スコッツデール・スコーピオンズに所属した。11月19日にはルール5ドラフトでの流出を防ぐために40人枠入りした。
2022年はAA級アクロン・ラバーダックスとAAA級コロンバス・クリッパーズでプレーし、2チーム合計で96試合に出場して打率.274、8本塁打、48打点、16盗塁を記録した。
2023年はAA級アクロンで開幕を迎えた。その後、AAA級コロンバスを経て8月4日にメジャー初昇格を果たし、翌5日のシカゴ・ホワイトソックス戦でメジャーデビューしたが、これは乱闘により退場処分となったホセ・ラミレスの代走での登場であった。この年メジャーでは18試合に出場して打率.226、3打点を記録した。

### ナショナルズ時代
2024年7月29日にレーン・トーマスとのトレードで、アレックス・クレミー、ラファエル・ラミレス・ジュニアと共にワシントン・ナショナルズへ移籍した。この年は2球団合計で44試合に出場して打率.267、3本塁打、15打点、6盗塁を記録した。

## 詳細情報

### 年度別打撃成績
| 年 度    | 球 団    | 試 合 | 打 席 | 打 数 | 得 点 | 安 打 | 二 塁 打 | 三 塁 打 | 本 塁 打 | 塁 打 | 打 点 | 盗 塁 | 盗 塁 死 | 犠 打 | 犠 飛 | 四 球 | 敬 遠 | 死 球 | 三 振 | 併 殺 打 | 打 率 | 出 塁 率 | 長 打 率 | O P S |
| -------- | -------- | ----- | ----- | ----- | ----- | ----- | -------- | -------- | -------- | ----- | ----- | ----- | -------- | ----- | ----- | ----- | ----- | ----- | ----- | -------- | ----- | -------- | -------- | ----- |
| 2023     | CLE      | 18    | 34    | 31    | 2     | 7     | 2        | 0        | 0        | 9     | 3     | 0     | 0        | 0     | 0     | 3     | 0     | 0     | 13    | 0        | .226  | .294     | .290     | .594  |
| 2024     | CLE      | 3     | 4     | 4     | 0     | 0     | 0        | 0        | 0        | 0     | 0     | 0     | 0        | 0     | 0     | 0     | 0     | 0     | 2     | 0        | .000  | .000     | .000     | .000  |
| 2024     | WSH      | 41    | 164   | 157   | 14    | 43    | 5        | 0        | 3        | 57    | 15    | 6     | 1        | 0     | 0     | 7     | 0     | 0     | 39    | 1        | .274  | .305     | .363     | .668  |
| '24計    | WSH      | 44    | 168   | 161   | 14    | 43    | 5        | 0        | 3        | 57    | 15    | 6     | 1        | 0     | 0     | 7     | 0     | 0     | 41    | 1        | .267  | .298     | .354     | .652  |
| MLB：2年 | MLB：2年 | 62    | 202   | 192   | 16    | 50    | 7        | 0        | 3        | 66    | 18    | 6     | 1        | 0     | 0     | 10    | 0     | 0     | 54    | 1        | .260  | .297     | .344     | .641  |

- 2024年度シーズン終了時

### 背番号
- 8（2023年 - ）